# 蔭山品次

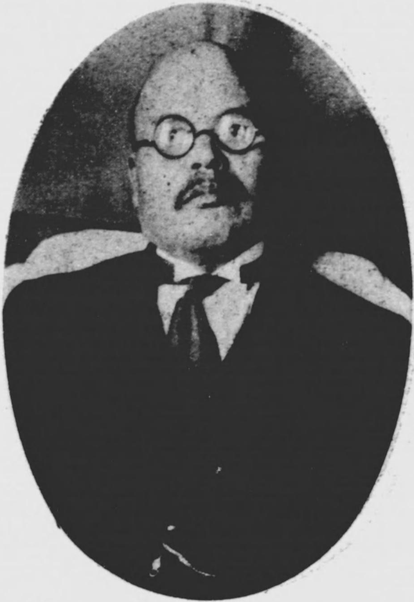
蔭山 品次

蔭山 品次（かげやま しなじ、1877年〈明治10年〉8月 - 没年不明）は、大正から昭和時代前期の大蔵省官僚、政治家。兵庫県西宮市長。

## 経歴
兵庫県姫路市出身。大蔵省税務属、税務監督局属、司税官、福知山・茨木・西宮各税務署長を歴任。のち、推挙され、1933年（昭和8年）12月21日から1938年（昭和13年）12月3日まで西宮市長を務めた。